# Studium (revue)
Studium est une revue mensuelle publiée de janvier à juin 1919 par  Salvador Dalí, alors qu'il était élève de terminale à l'Institut Ramón Muntaner.

## Histoire
Dalí et ses amis Jaume Miravitlles (homme politique), Joan Xirau (pharmacien et professeur), Joan Turró (médecin) et Ramon Reig (professeur de peinture) éditèrent et publièrent cette revue. Elle consistait en textes poétiques, illustrations et études sur des peintres majeurs tels que Goya, Diego Vélasquez et Léonard de Vinci.
Studium est la revue de Figueres qui eut la plus grande visibilité à l'extérieur bien que ses débuts aient été modestes. Son importance tient en ce que ses créateurs devinrent tous des personnages importants du monde intellectuel catalan.

### Contexte
À cette époque la Catalogne se trouvait en expansion démographique. En 1918, l'année précédant la première publication de la revue, Figueres avait été le théâtre d'une série d'événements politiques et culturels importants : le projet de parc municipal, la liaison ferroviaire Figueres – La Jonquere, la modernisation de la Rambla, l'inauguration du monument à Narcís Monturiol et le début de la construction de la bibliothèque populaire
D'autre part, le mouvement indépendantiste catalan avait pris de l'importance après la fin de la Première guerre mondiale, après des dispositions gouvernementales préjudiciables au commerce frontalier dont bénéficiait la ville.

### Transcendance
Les étudiants et membres de l'équipe de Studium avaient préparé la revue durant l’hiver 1918. Dans le contexte local, la popularité de ces étudiants commença à augmenter, alors que Studium n'étaient absolument pas une simple revue scolaire.
Stadium dépassait le cadre local par la personnalité de Salvador Dalí qui y exprima pour la première fois ses réflexions artistiques. Dalí démontra une grande capacité d'analyse, de synthèse et d’expression sur les grands maîtres de la peinture. Les travaux des corédacteurs ne sont pas moins intéressant, bien que certains n'eussent alors qu'entre 13 et 16 ans.
Ramon Reig s'intéresse à la poésie, Joan Xirau réalise une synthèse des grandes époques de l'histoire de l'Empordà et  Jaume Miravitlles, le plus jeune, montre un grand intérêt pour la divulgation scientifique. Il est le seul à rédiger ses articles sur un ton scolaire.